# Alexander González (calciatore 2002)
Alexander Nicolás González Pérez (8 agosto 2002) è un calciatore uruguaiano, attaccante del Boston River.

## Caratteristiche tecniche
È un centravanti.

## Carriera
Cresciuto nel settore giovanile del Dep. Maldonado, ha esordito in prima squadra il 9 agosto 2020 disputando l'incontro di Primera División Profesional pareggiato 1-1 contro il Cerro Largo.